# Opium (álbum de Moonspell)
«Opium» es el segundo sencillo de la banda portuguesa Moonspell publicado en 1996, desprendido del álbum Irreligious.

## Listado de canciones
1. «Opium» (radio edit)
2. «Raven Claws»
3. «Ruin & Misery»
4. «Opium» (álbum versión)

- Datos: Q3884189